# Real Sporting de Gijón
Il Real Sporting de Gijón, noto anche come Sporting Gijón o Sporting, è una società calcistica spagnola con sede nella città di Gijón, nelle Asturie.
Fondato nel 1905, vanta 42 partecipazioni alla massima serie spagnola e milita dal 2017 in Segunda División, la seconda categoria del calcio nazionale, al di sotto della quale non è mai scesa nel corso della propria storia.

## Storia

### Fondazione ed esordi
Il club fu fondato nel luglio 1905 con il nome di Sporting Gijonés da Anselmo López, primo presidente del sodalizio. La prima partita di cui si abbia notizia ufficiale fu disputata nel 1907 a Oviedo. Il club riceve nel 1912 il club riceve l'appellativo reale da Alfonso XIII e diventa così Real Sporting Club Gijonés, ottenendo il diritto di aggiungere la corona reale al proprio stemma. Nel 1916 cambia nuovamente nome in Real Sporting de Gijón, denominazione che conserva attualmente, dopo aver trascorso il periodo dal 1941 al 1970 come Real Gijón a causa del divieto imposto dal regime franchista verso i termini di origine straniera.
Dopo diverse partecipazioni al campionato regionale delle Asturie, vinto per 10 volte (di cui 8 consecutive), nella stagione 1928-29 esordisce nella Segunda División nazionale, ottenendo un buon quarto posto. La squadra rojiblanca trascorre tutti gli anni '30 nella divisione cadetta, prima dell'interruzione delle attività calcistiche nel 1936 a causa della guerra civile spagnola.

### Le prime esperienze in Liga (1944-1969)
Nel 1944 ottiene per la prima volta la promozione in Primera División, vincendo il campionato cadetto. La prima permanenza in massima divisione dura tre anni, fino alla retrocessione del 1948. Torna in Primera nel 1951, inaugurando un decennio di alti e bassi fra la prima e la seconda categoria. Una nuova retrocessione nel 1958-1959 aprì un periodo difficile per il club, che nel 1961 corre il rischio di scendere, per la prima volta nella storia, in terza divisione; la discesa viene evitata grazie al ripescaggio ai danni del Club Deportivo Condal. La squadra deve così attendere un altro decennio per tornare ad assaporare la Primera División, riconquistata solo nel 1970.

### Il "Periodo d'oro" (1970-1992)
La promozione apre un periodo d'oro per lo Sporting, che negli anni '70 e '80 riesce a consolidarsi come una presenza fissa nella massima serie spagnola e ad ottenere buoni risultati tanto in campionato che in coppa. Nel 1977-1978 il club si classifica quinto in campionato, miglior risultato fino ad allora, ottenendo il diritto di partecipare per la prima volta ad una competizione europea, la Coppa UEFA dell'anno successivo. La stagione 1978-79 è ancora più memorabile: il club rojiblanco si laurea vicecampione di Spagna, migliorando il proprio record e termimando il campionato a quattro lunghezze dal Real Madrid campione. Sostenuto dai gol di Quini, che diventerà il massimo goleador della storia del club, l'anno dopo conclude in terza posizione, prima della cessione dell'attaccante al Barcellona nel 1980. Nel 1981 e nel 1982 il team asturiano inoltre è finalista della Coppa del Re, venendo sconfitto in entrambe le occasioni, prima dal Barcellona e poi dal Real Madrid.
Fra il 1982 ed il 1992 il club partecipa inoltre per altre tre volte alla Coppa UEFA. Saranno sei le partecipazioni totali alla competizione, in cui arrivano quattro eliminazioni ai sedicesimi di finale e un'eliminazione agli ottavi di finale, l'ultima delle quali nel 1991-1992. Nello stesso periodo lo Sporting, pur non riuscendo a raggiungere le vette degli anni precedenti, ottiene comunque quasi stabilmente dei buoni piazzamenti in campionato, in particolare concludendo al quarto posto nel 1984-85 e nel 1986-1987.

### Retrocessione, crisi finanziaria e nuova promozione (1993-2007)
Dal 1992 i risultati della squadra tendono a peggiorare, e nel 1994-95 lo Sporting si salva solamente vincendo lo spareggio contro il UE Lleida. Nel 1997-1998 gli asturiani non riescono tuttavia ad evitare la retrocessione in Segunda División dopo 21 anni, con un bilancio di 2 vittorie e 7 pareggi in 38 partite.
Il club rimane per dieci stagioni consecutive in seconda serie, e nei primi anni 2000 attraversa una grave crisi finanziaria, che nel 2001 lo costringe a vendere la storica Escuela de Fútbol de Mareo, da sempre sede del prolifico vivaio della società, al comune. Nel 2005, dopo aver accumulato un debito di ben 51 milioni di Euro, avvia la procedura di fallimento.
Nel 2006 è nominato allenatore Manuel Preciado, e la situazione finanziaria del club lentamente si stabiliza. Il 15 giugno 2008 lo Sporting consegue nuovamente la promozione in Primera División, a dieci anni dall'ultima apparizione.

### Anni recenti (2009- )
Gli asturiani riescono ad assestarsi per qualche anno nella massima divisione, ottenendo alcuni risultati di prestigio: il 2 aprile 2011 lo Sporting batte per 1-0 il Real Madrid allo Stadio Santiago Bernabéu, mettendo fine alla serie di nove anni senza sconfitte interne per le squadre di José Mourinho. Nel 2010-11 la squadra ottiene un ottimo decimo posto.
Nel 2011-2012 il club vive tuttavia una stagione tribolata. Il 31 gennaio 2012 Preciado è esonerato e il suo sostituto Javier Clemente non riesce a evitare la retrocessione, arrivata all'ultima giornata.
Il 4 maggio 2014 il ruolo di allenatore passa ad Abelardo Fernández, dopo l'esonero di José Ramón Sandoval. Qualche settimana dopo lo Sporting perde la semifinale dei play-off per la promozione nella Liga contro il Las Palmas. Il tecnico rinnova il contratto per altri due anni, guidando nel 2014-2015 la squadra ad una nuova autorevole promozione in massima serie, a distanza di tre anni dall'ultima apparizione, grazie al primo posto in Segunda División, con due sole sconfitte subite.
In vista della stagione 2015-2016 è battuto il record di 22.906 abbonamenti, stabilito nel 1982-1983: furono 23.400 i tagliandi sottoscritti. La stagione inizia con un pari a reti bianche in casa contro il Real Madrid. La salvezza è conseguita all'ultima giornata, battendo per 2-0 il Villarreal.
Nell'agosto 2016 il record di abbonati è nuovamente battuto, con 24.078 tagliandi. Nel gennaio 2017, a metà di una stagione difficile, Abelardo è esonerato dopo aver ottenuto solo 5 punti in 15 partite. L'arrivo di Cesc Rubi al suo posto non riesce ad evitare il ritorno in Segunda División dopo due anni. Da allora lo Sporting milita nella categoria cadetta, dopo aver sfiorato la promozione nel 2017-2018, sconfitto solo in semifinale dei play-off dal Real Valladolid.
Il 28 giugno 2022 Alejandro Irarragorri (Gruppo Orlegi) ha acquistato dalla famiglia Fernandez il 72% della società per 42 milioni.

## Colori e simboli

### Colori
Fin dalla sua fondazione, lo Sporting Gijón assunse come distintivi i colori bianco e rosso della bandiera cittadina, a sua volta derivati dalla vecchia bandiera di autorizzazione all'attività portuale attribuita dal Re di Spagna alle province marittime. La squadra adottò fin dalle sue origini questi due colori in una combinazione a strisce verticali in seguito molto diffusa nel calcio spagnolo (lo Sporting fu il primo club iberico ad utilizzarla) e rimasta poi immutata nel corso degli anni. Piccole variazioni sono state introdotte nei pantaloncini e nei calzettoni, tradizionalmente azzurri (combinazione usata tuttora) ma in passato anche provati in varianti bianche o nere.

### Stemma
Lo stemma del club si caratterizza per un design molto semplice: all'interno di uno scudo a forma di triangolo rovesciato le due lettere dorate S e G sono poste sopra uno sfondo a strisce bianche e rosse. Sulla sommità, una corona indica lo status Real della squadra. Questa versione dello stemma, in uso fino dagli anni '30, è stata recuperata nel 1978 ed ulteriormente semplificata, ma non alterata nella sostanza, nel 1997.

## Strutture

### Stadio

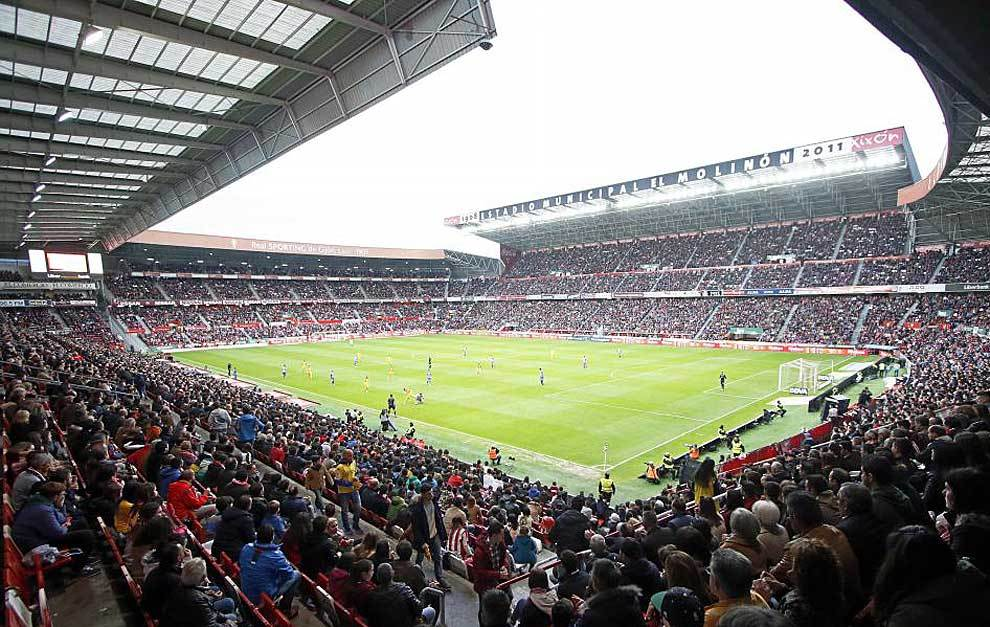
Estadio El Molinón.

Il Real Sporting de Gijón gioca le proprie partite casalinghe nello Stadio El Molinón, che è il più vecchio del calcio professionistico spagnolo, essendo stato inaugurato nel 1908. Inserito nel Parque de Isabel la Católica, può contenere 29.800 spettatori, mentre le dimensioni del terreno di gioco sono 105 x 70 metri. Rientra attualmente nella Categoria 3 UEFA.
Ristrutturato diverse volte, la prima delle quali nel 1917, nel corso della sua lunga storia, l'impianto ha ospitato, insieme al vecchio stadio Carlos Tartiere di Oviedo, le partite del gruppo B del campionato del mondo 1982. Si sono giocate qui tutte le gare del primo turno dei futuri vice-campioni della Germania Ovest, compresa quindi quella molto contestata contro l'Austria, che è passata alla storia come Patto di non belligeranza di Gijón.
La sede della squadra si trova alla Scuola Calcio di Mareo, dove sono situati i campi di allenamento della prima squadra e di tutte le giovanili. Il vivaio è uno dei più importanti di tutta la Spagna e ha sfornato campioni del calibro di Abelardo, Luis Enrique e David Villa (capocannoniere agli Europei 2008 e goleador all-time della nazionale spagnola).

## Società

### Settore giovanile
Come la grande maggioranza delle società calcistiche spagnole, anche lo Sporting Gijón dispone di una società filiale, denominata Real Sporting de Gijón B. Fondata nel 1960, fu in precedenza nota come Club Deportivo Gijón (fino al 1979) e come Sporting de Gijón Atlético (1979-1991) prima di assumere l'attuale denominazione. Nella stagione 2020-21 milita in Segunda División B, la terza serie della piramide calcistica nazionale.

## Allenatori e presidenti
Di seguito sono riportati gli allenatori del club:
- 1935-1936  Jack Greenwell
- 1946-1947  José María Peña
- 1947-1948  Karl Rumbold
- 1952-1954  Joan José Nogués
- 1957-1958  Jesús Barrio
- 1958-1959  Mundo
- 1962-1965  José Luis Molinuevo
- 1962-1965  Román Galarraga
- 1970-1972  Carriega
- 1970-1972  Jesús Barrio
- 1972-1973  Mariano Moreno
- 1973-1974  Mariano Moreno (lug.-ott.)
 Jesús Barrio (ott.-giu.)
- 1974-1975  Jesús Barrio (lug.-gen.)
 Pasieguito (feb.-giu.)
- 1975-1976  Pierre Sinibaldi
- 1976-1979  Vicente Miera
- 1979-1980  José Manuel Díaz Novoa
- 1980-1982  Vicente Miera
- 1982-1984  Vujadin Boškov
- 1984-1988  José Manuel Díaz Novoa
- 1988-1989  Jesús Aranguren
- 1989-1990  Jesús Aranguren (lug.-set.)
 Carlos García Cuervo (set.-giu.)
- 1990-1991  Carlos García Cuervo (lug.-nov.)
 Ciriaco Cano (gen.-giu.)
- 1991-1992  Ciriaco Cano
- 1992-1993  Bert Jacobs (lug.-apr.)
 Carlos García Cuervo (mag.-giu.)
- 1993-1994  Mariano García Remón
- 1994-1995  Mariano García Remón (lug.-mar.)
 Carlos García Cuervo (mar.-giu.)
- 1995-1996  Ricardo Rezza (lug.-gen.)
 Ramiro Solís (gen.)
 José Manuel Díaz Novoa (gen.-giu.)
- 1996-1997  Benito Floro (lug.-apr.)
 Miguel Montes Busto (apr.-giu.)
- 1997-1998  Miguel Montes Busto (lug.-set.)
 Antonio Maceda (ott.-dic.)
 José Manuel Díaz Novoa (dic.-mar.)
 José Antonio Redondo García (mar.-giu.)
- 1998-1999  Aad de Mos
- 1999-2000  Pedro Braojos (lug.-mar.)
 Ciriaco Cano (apr.-giu.)
- 2000-2001  Vicente Cantatore (lug.-dic.)
 Pepe Acebal (gen.-giu.)
- 2001-2002  Pepe Acebal
- 2002-2003  Pepe Acebal (lug.-ott.)
 Antonio Maceda (ott.-giu.)
- 2003-2005  Marcelino García Toral
- 2005-2006  Ciriaco Cano
- 2006-2011  Manolo Preciado
- 2011-2012  Manolo Preciado (lug.-gen.)
 Iñaki Tejada (gen.-feb.)
 Javier Clemente (feb.-giu.)
- 2012-2013  Manolo Sánchez Murias (lug.-ott.)
 José Ramón Sandoval (ott.-giu.)
- 2013-2014  José Ramón Sandoval (mag.-mag.)
 Abelardo (gen.-giu.)
- 2014-2016  Abelardo
- 2016-2017  Abelardo (lug.-gen.)
 Rubi (gen.-giu.)
- 2017-2018  Paco Herrera (lug.-dic.)
 Baraja (gen.-giu.)
- 2018-2019  Baraja (lug.-nov.)
 José Alberto López Menéndez (nov.-giu.)
- 2019-2020  José Alberto López Menéndez (lug.-dic.)
 Miroslav Đukić (gen.-giu.)
 David Gallego (lug.)
- 2020-2021  David Gallego
- 2021-2022  David Gallego (lug.-feb.)
 José Luis Martí (feb.-mag.)
 Abelardo (mag.-giu.)
- 2022-2023  Abelardo (lug.-gen.)
 Miguel Ángel Ramírez (gen.-in corso)

- 1905-1915 Anselmo López Sánchez
- 1915-1917 Fernando Fernández-Quirós Suárez
- 1917-1919 Manuel I. González Riera
- 1919-1921 Enrique Guisasola Martínez
- 1921-1928 Ismael Figaredo Herrero
- 1928-1930 Roberto G. de Agustina
- 1930-1934 Pedro Garnung Portilla
- 1934-1935 Emilio Tuya García
- 1935-1938 Félix Guisasola
- 1938-1940 Pedro González del Río
- 1940-1945 Secundino Felgueroso Fernández-Nespral
- 1945-1946 Juan Velasco Nespral
- 1946-1947 Jesús Fernández Hernández
- 1947-1948 José María Fernández Álvarez
- 1948-1949 Secundino Felgueroso Fernández-Nespral
- 1949-1954 Paulino Antón Trespalacios
- 1954-1955 Joaquín Alonso Díaz
- 1955-1957 Eustaquio Campomanes González
- 1957-1959 Alejandro Pidal Guilhou
- 1959-1960 Ramón Gómez Lozana
- 1960-1961 Aurelio Menéndez González
- 1961 Francisco Quirós Rodríguez
- 1961-1967 Víctor Manuel Felgueroso Suardíaz
- 1967-1968 Antonio Roibás de Inza
- 1968-1973 Carlos Menéndez Cuervo
- 1973-1977 Ángel Viejo Feliú
- 1977-1986 Manuel Vega-Arango Alvaré
- 1986-1989 Ramón Muñoz Fernández
- 1989-1992 Plácido Rodríguez Guerrero
- 1992-1994 Eloy Calvo Capellín
- 1994 Manuel Calvo Pumpido
- 1994-1997 José Fernández Álvarez
- 1997-1998 Ángel García Flórez
- 1998-1999 Germán Ojeda Gutiérrez
- 1999-2002 Juan Arango
- 2002-2013 Manuel Vega-Arango Alvaré
- 2013-2016 Antonio Veiga Suárez
- 2016-2022 Javier Fernández Rodríguez
- 2022- Alejandro Irarragorri

## Calciatori

### Vincitori di titoli
- Pichichi (Capocannoniere):
  - in Primera división, Quini (1973-74 con 20 reti, 1975-76 con 18 e 1979-80 con 24)
  - in Segunda división, Ricardo Alós (1956-57 con 46 reti) e Francisco Solabarrieta (1966-67 con 24)
- Trofeo Zamora (miglior portiere): Juan Carlos Ablanedo (1984-85, 1985-86, 1989-90)
- Giocatori con più presenze: Joaquín Alonso (479),  Jiménez (420), Juan Carlos Ablanedo (399).
- Giocatore con più reti: Quini (272)[36]

Campioni del Sudamerica
- Sebastián Eguren (Argentina 2011)

### Statistiche individuali
Di seguito alcuni record individuali relativi ai calciatori del Real Sporting de Gijón: 
| Record di presenze - 646 Joaquín Alonso (1976-1992) - 534 Manuel Jiménez Abalo (1979-1991) - 521 Quini (1968-1980 e 1984-1987) - 471 Jesús Castro González (1967-1985) - 458 Juan Carlos Ablanedo (1982-1999) - 443 Manuel Mesa (1975-1987) - 406 Cundi (1975-1989) - 362 Ciriaco Cano (1971-1983) - 359 Crisanto Valdés (1965-1979) - 358 José Redondo (1972-1985) | Record di reti - 272 Quini (1968-1980 e 1984-1987) - 131 Pepe Ortiz (1949-1963) - 102 Pin Ordieres (1926-1943) - 95 Pío Alonso (1944-1955) - 92 Pocholo (1960-1968) - 89 Enzo Ferrero (1975-1985) - 86 José Prendes (1948-1957) - 84 Francisco Solabarrieta (1963-1969) - 81 Ramón Herrera (1925-1935) - 80 Joaquín Alonso (1976-1992) |

## Palmarès

### Competizioni nazionali
- Segunda División: 7

1941-1942 (gruppo I), 1942-1943 (gruppo I), 1943-1944, 1950-1951, 1956-1957 (gruppo I), 1969-1970, 1976-1977

### Competizioni regionali
- Campionato d'Asturia: 13

1917, 1918, 1919, 1920, 1921, 1922, 1923, 1924, 1926, 1927, 1930, 1931, 1940

### Competizioni giovanili
- División de Honor Juvenil de Fútbol: 1

2003-2004

### Competizioni minori
- Trofeo Ramón de Carranza: 1

1984
- Trofeo Villa de Gijón: 24

1962, 1963, 1964, 1965, 1970, 1972, 1975, 1976, 1977, 1978, 1979, 1984, 1985, 1986, 1988, 1989, 1990, 1991, 1992, 1996, 1997, 2001, 2002, 2008
- Trofeo Costa Verde: 1962, 1963, 1965, 1970, 1972, 1975, 1979, 1984, 1986, 1988, 1992
- Trofeo Principado: 1988, 1991, 1993, 1994, 2006
- Trofeo Città di Pamplona: 1979
- Trofeo Città di León: 1997
- Trofeo Presidente - Città di Oviedo: 1980, 1986
- Trofeo Città di Cid: 1981
- Trofeo Ibérico: 1972, 1979
- Trofeo Conde de Fontao: 1969, 1971, 1974, 1977, 1989
- Trofeo Emma Cuervo: 1957, 1960, 1963, 1967, 1972, 2007
- Trofeo Ramón Losada: 1997, 1998, 1999, 2001, 2004, 2008, 2009, 2010
- Trofeo Concepción Arenal: 1970, 1971
- Trofeo Luis Otero: 2003, 2008

### Altri piazzamenti
- Campionato spagnolo:

Secondo posto: 1978-1979
Terzo posto: 1979-1980
- Coppa di Spagna:

Finalista: 1980-1981, 1981-1982
Semifinalista: 1922, 1923, 1972-1973, 1977-1978, 1979-1980, 1982-1983, 1990-1991, 1991-1992, 1994-1995
- Copa de la Liga:

Semifinalista: 1985
- Segunda División (Spagna):

Secondo posto: 1929-1930, 1963-1964 (gruppo I), 1966-1967 (gruppo I), 2007-2008, 2014-2015
Terzo posto: 1931-1932, 1934-1935 (gruppo I), 1935-1936 (gruppo I), 1939-1940 (gruppo I), 1940-1941 (gruppo I), 1949-1950 (gruppo I), 1964-1965 (gruppo I), 1965-1966 (gruppo I)

## Partecipazione ai campionati e ai tornei internazionali

### Campionati nazionali
Il miglior piazzamento nella Liga è il secondo posto dell'edizione 1978-1979, mentre il peggiore è il ventesimo del 1997-1998.
- Miglior vittoria: Sporting-Osasuna 7-1 (1993-94)[38], Sporting-Real Oviedo 6-0 (1944-45)
- Peggior Sconfitta: Barcellona-Sporting 9-0 (1951-52), Athletic Club-Sporting 9-0 (1958-59)[38]

Dalla stagione 1928-1929 alla 2025-2026 il club ha ottenuto le seguenti partecipazioni ai campionati nazionali:
| Livello | Categoria        | Partecipazioni | Debutto   | Ultima stagione | Totale |
| ------- | ---------------- | -------------- | --------- | --------------- | ------ |
| 1º      | Primera División | 42             | 1944-1945 | 2016-2017       | 42     |
| 2º      | Segunda División | 53             | 1928-1929 | 2025-2026       | 53     |

### Tornei internazionali
Nei tornei internazionali il club ha superato il primo turno in due occasioni: nella Coppa UEFA 1978-1979, quando sconfisse il Torino, e nella Coppa UEFA 1991-1992, dopo aver avuto la meglio sul Partizan. In entrambe le occasioni venne eliminato nei sedicesimi.
Alla stagione 2025-2026 il club ha ottenuto le seguenti partecipazioni ai tornei internazionali:
| Categoria                     | Partecipazioni | Debutto   | Ultima stagione |
| ----------------------------- | -------------- | --------- | --------------- |
| Coppa UEFA/UEFA Europa League | 6              | 1978-1979 | 1991-1992       |

#### Statistiche nelle competizioni UEFA
Tabella aggiornata alla fine della stagione 2019-2020.
| Competizione                  | Partecipazioni | G  | V | N | P | RF | RS |
| ----------------------------- | -------------- | -- | - | - | - | -- | -- |
| Coppa UEFA/UEFA Europa League | 6              | 16 | 4 | 4 | 8 | 13 | 18 |

## Tifoseria

### Gemellaggi e rivalità

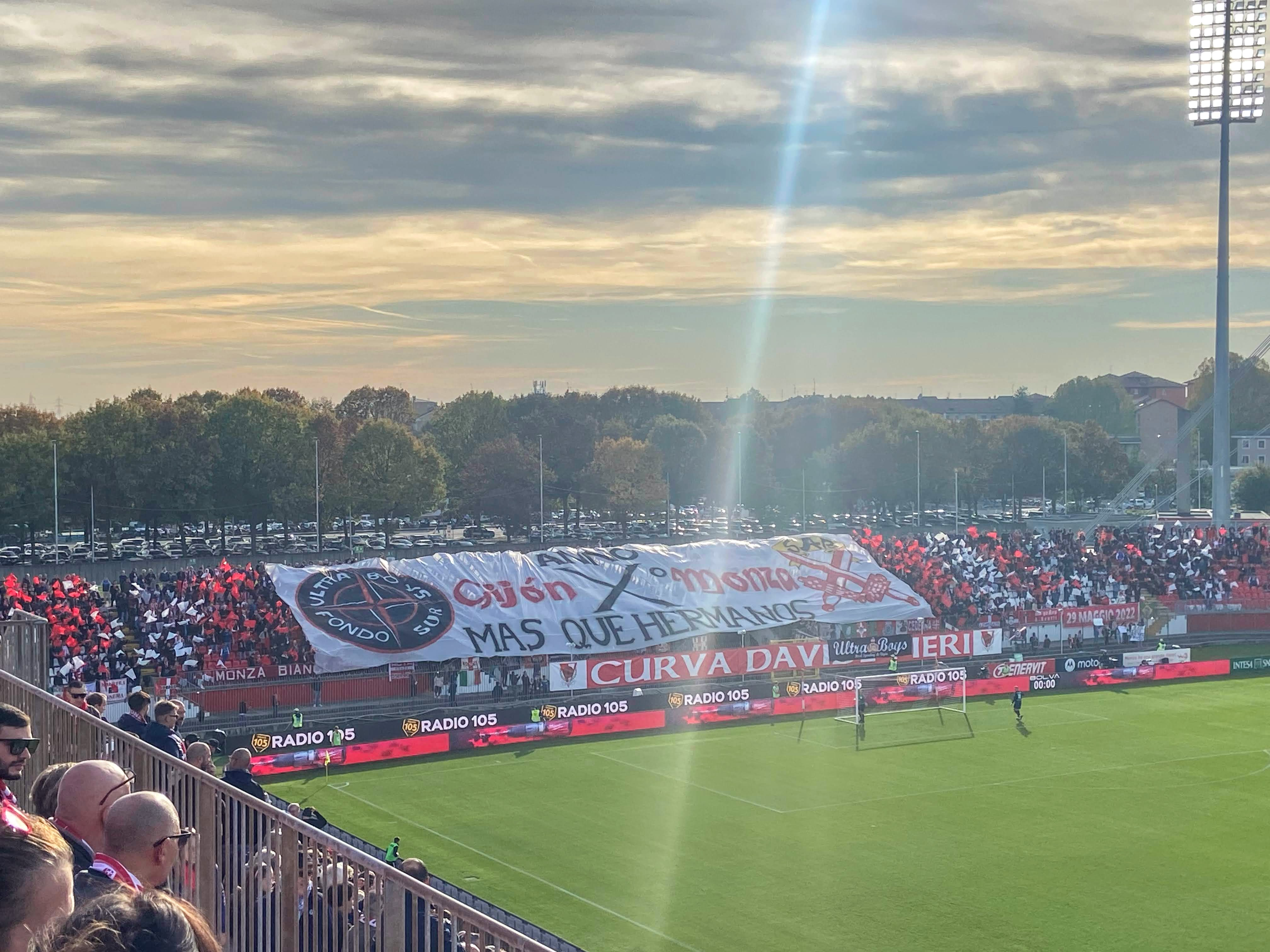
Uno striscione da parte degli ultras del nel 2022 che commemora il gemellaggio con gli ultras dello Sporting Gijon.

La rivalità maggiormente sentita dalla tifoseria sportinguista, nota in Spagna come mareona e per essere una fra le maggiormente attaccate ai propri colori, è quella con il Real Oviedo: le due città distano poco più di mezz'ora in auto l'una dall'altra, e fanno parte della stessa comunità autonoma, di cui si contendono la supremazia calcistica nel cosiddetto  derby delle Asturie, disputatosi per l'ultima volta in Primera División nel 1998. La partita è stata in passato occasione di scontri anche violenti fra le opposte tifoserie.
Noti soprattutto per le grandi trasferte, i tifosi dello Sporting Gijón sono tradizionalmente suddivisi in numerosi piccoli gruppi distinti. Uno di questi, il gruppo degli "Ultras Boys", è dal 2016 gemellato con il Gruppo SAB, Ultras del Monza

## Organico

### Rosa 2024-2025
Aggiornata al 26 novembre 2024.
| N. |                   | Ruolo | Calciatore       |
| -- | ----------------- | ----- | ---------------- |
| 1  | Spagna (bandiera) | P     | Rubén Yáñez      |
| 2  | Spagna (bandiera) | D     | Guille Rosas     |
| 3  | Spagna (bandiera) | D     | Cote             |
| 4  | Spagna (bandiera) | D     | Rober Pier       |
| 5  | Spagna (bandiera) | D     | Pablo García     |
| 6  | Spagna (bandiera) | D     | Nacho Martín     |
| 7  | Spagna (bandiera) | C     | Gaspar Campos    |
| 8  | Spagna (bandiera) | C     | Jesús Bernal     |
| 9  | Spagna (bandiera) | A     | Dani Queipo      |
| 10 | Spagna (bandiera) | C     | Nacho Méndez     |
| 11 | Spagna (bandiera) | A     | Víctor Campuzano |

| N. |                     | Ruolo | Calciatore       |
| -- | ------------------- | ----- | ---------------- |
| 13 | Cuba (bandiera)     | P     | Christian Joel   |
| 14 | Spagna (bandiera)   | C     | Lander Olaetxea  |
| 15 | Serbia (bandiera)   | D     | Nikola Maraš     |
| 16 | Ecuador (bandiera)  | A     | Jordy Caicedo    |
| 17 | Spagna (bandiera)   | C     | Jonathan Dubasin |
| 18 | Spagna (bandiera)   | C     | César Gelabert   |
| 19 | Colombia (bandiera) | C     | Juan Otero       |
| 20 | Spagna (bandiera)   | D     | Kevin Vázquez    |
| 22 | Spagna (bandiera)   | D     | Diego Sánchez    |
| 23 | Spagna (bandiera)   | D     | Eric Curbelo     |
| 29 | Francia (bandiera)  | D     | Yann Kembo       |